# Mai come lei nessuna/Un autunno insieme e poi...
Mai come lei nessuna/Un autunno insieme e poi... è l'undicesimo singolo discografico del gruppo musicale I Nomadi, pubblicato in Italia nel 1969 dalla Columbia.

## Descrizione
Mai come lei nessuna è la versione italiana della canzone Run To The Sun di Pierre Tubbs, incisa nel 1968 dai The Owl, con il testo in italiano scritto da Carlo Contini e da Cristiano Minellono.

## Tracce
1. Mai come lei nessuna (testo: Carlo Contini, Cristiano Minellono – musica: Pierre Tubbs)
2. Un autunno insieme e poi... (Dembrao Gilocchi, Beppe Carletti, Carlo Contini)

## Formazione
- Beppe Carletti: tastiere
- Bila Copellini: batteria
- Gianni Coron: basso
- Augusto Daolio: voce
- Franco Midili: chitarra